# Partido judicial de Melilla
El partido judicial de Melilla es el único partido que conforma la ciudad autónoma de Melilla, en España.

## Ámbito geográfico
El ámbito territorial comprende el municipio de:
- Melilla